# Sobral (Carregal do Sal)
Sobral ist ein Ort und eine ehemalige Gemeinde (Freguesia) im portugiesischen Kreis Carregal do Sal. Die Gemeinde hatte 273 Einwohner (Stand 30. Juni 2011).
Am 29. September 2013 wurden die Gemeinden Sobral, Currelos und Papízios zur neuen Gemeinde União das Freguesias de Currelos, Papízios e Sobral zusammengeschlossen.